# 24818 Menichelli
24818 Menichelli este un asteroid din centura principală de asteroizi.

## Descriere
24818 Menichelli este un asteroid din centura principală de asteroizi. A fost descoperit pe 23 noiembrie 1994 la San Marcello Pistoiese de Luciano Tesi și Andrea Boattini. Asteroidul prezintă o orbită caracterizată de o semiaxă mare de 3,19 ua, o excentricitate de 0,16 și o înclinație de 4,7° în raport cu ecliptica.